# Zakrzewo-Zalesie
Zakrzewo-Zalesie (prononciation : [zaˈkʂɛvɔ zaˈlɛɕɛ]) est un village polonais de la gmina de Szulborze Wielkie dans le powiat d'Ostrów Mazowiecka de la voïvodie de Mazovie dans le centre-est de la Pologne.
Il se situe à environ 4 kilomètres au sud de Szulborze Wielkie (siège de la gmina), 23 kilomètres à l'est d'Ostrów Mazowiecka (siège du powiat) et à 101 kilomètres au nord-est de Varsovie (capitale de la Pologne).

## Histoire
De 1975 à 1998, le village appartenait administrativement à la voïvodie de Łomża.